# 동맹 (수호전)

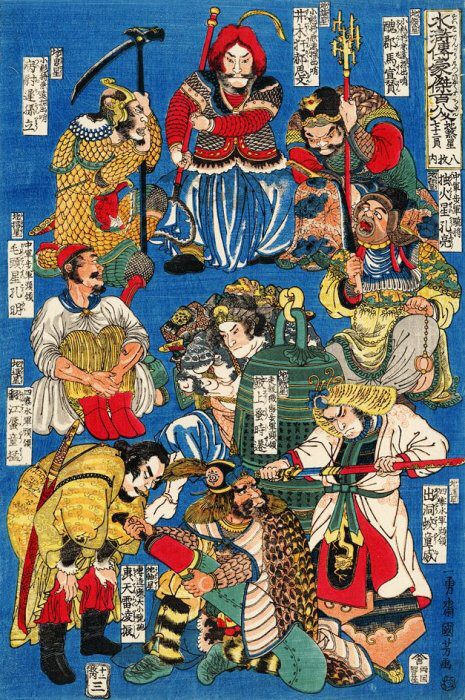

동맹(童威)은 중국의 사대기서(四大奇書) 중 하나인 《수호전》(水滸傳)에 등장하는 인물로, 108성 중 69위이자 지살성(地煞星)의 지퇴성(地退星)에 해당한다. 별호인 번강신(翻江蜃)은 장강을 황폐화시키는 이무기라는 뜻으로 수영을 잘하는 것과 혼강룡 이준의 심복이기 때문에 붙여진 것으로 보인다. 형인 동위와 함께 이준을 흠모했으며 이준의 양산박 입산·이탈 때도 이준을 따랐다.

## 생애
동맹은 강주 게양령에서 형님뻘인 이준과 형인 동위와 함께 살았고 이준의 소금 밀매를 도왔다.
어느 때 이준은 의사로 이름난 송강이 의를 위해 죄를 짓고 강주로 유배온다는 소식을 듣고 이준과 동위, 동맹 형제는 송강을 영접하려고 기다리는데 그 전에 이립이 자신의 주점에 온 송강 일행을 속여 몽한약이 든 술로 기절시킨다. 이립의 주점에 와서 이를 알게 된 이준은 황급히 송강 일행들을 살려낸다. 그 후 이준과 동씨 형제들은 이를 계기로 송강과 알게 된다. 잠시 후 강주에 유배를 간 송강이 억울한 죄를 뒤집어쓰고 감옥 관리인 대종과 함께 처형된다는 소식이을 듣게된다. 이준은 목홍, 목춘 형제와 장횡, 장순 형제와 함께 게양진 세력권의 인력을 동원해 두 사람을 구출하기 위해 장강을 내려오고 동씨 형제도 이를 따른다.일행이 강주에 도착하자 조개를 비롯한 양산박 세력이 이미 두 사람을 구출했으며 관군에게 쫓기고 있어 지체 없이 전원을 배에 태우고 대피한다. 목홍의 저택에 머물다 두 사람에게 죄를 뒤집어씌운 황문병을 죽이고 그대로 양산박에 합류하였다.
동씨 형제는 양산박 서쪽에 새로 마련된 주점을 맡아 이곳에서 정보 수집과 감시를 담당했다. 축가장전이 끝난 직후에는 수군으로 이동하게 된다. 호연작과의 싸움이나 관승에게 사로잡힌 장횡과 완소칠을 구출하는 등 이준을 따라 활약하였고, 108명이 양산박에 모인 후에도 계속 수군의 장수로 활약하였다. 관군과의 싸움에서도 이준과 함께 관군 수군을 마구 무찌르고 동씨 형제도 적장 중 한 명을 생포했다. 양산박이 조정에 귀순한 후에도 이준을 따라 활약하지만 어디까지나 자유를 추구하는 이준 등 수군 두령들은 점차 양산박의 조정 귀순방침에 회의적이게 되어 갔고, 특히 동씨 형제가 따르는 이준의 반발은 거셌다.
방랍 진압 때 이준과 함께 태호 주변에 사는 도적들인 비보 등에게 방랍군 장수로 착각되어 붙잡히지만 동씨 형제는 이준에게 "형님과 함께 죽는다면 상관없다. 하지만 이대로 형님의 이름이 묻혀버리는 것만이 안타깝습니다."라고 심정을 토로한다. 그러나 오해가 풀린 뒤에는 이들과 털어놓고 의형제를 맺는다. 이때 이준은 비보 등 4명의 자유롭게 살겠다는 생각에 크게 공감해 방랍 공격이 끝난 뒤 개봉으로 개선 도중 아픈 척을 해서 양산박 일행에서 이탈, 동씨 형제도 이준의 간병을 위해 남겨달라고 제의했고 두 사람도 일행에서 이탈했다. 이후 이준은 비보들과 함께 섬라(다만 이는 현재 태국 왕국의 위치가 아니다. 《수호후전》에는 펑후 열도 건너편 섬으로 나와있다.)로 출항하여 그곳에서 왕이 되는데, 동씨 형제도 그곳에서 고위 관리가 되었다.